# Saint-Hilaire-de-la-Noaille
Saint-Hilaire-de-la-Noaille é uma comuna francesa na região administrativa da Nova Aquitânia, no departamento da Gironda. Estende-se por uma área de 11,64 km². Em 2010 a comuna tinha 384 habitantes (densidade: 33 hab./km²).